# Sincik
Sincik este un district din Provincia Adıyaman, Turcia. Este sediul Districtului Sincik. Orașul este populat de kurzi din tribul Reșwan și avea o populație de 4.344 de locuitori în 2021. Primarul este Mehmet Korkut (BBP).

Orașul este împărțit în cartierele Ayengin, Cumhuriyet, Fatih, Karaman, Mahmutoğlu (Serindere), Onur și Zeynel Aslan.
1. ↑  „Suprafața regiunilor (inclusiv lacuri), km²”. Regional Statistics Database. Institutul Turc de Statistică. 2002. Accesat în 5 martie 2013.
2. ↑  „Populația provinciilor/centrelor de districte și a orașelor/satelor după districte - 2012”. Address Based Population Registration System (ABPRS) Database. Institutul Turc de Statistică. Accesat în 27 februarie 2013.
3. 1 2  „Untitled Page”. www.e-icisleri.gov.tr. Arhivat din original la 6 iulie 2015. Accesat în 23 mai 2023.
4. ↑  „Untitled Page”. www.e-icisleri.gov.tr. Arhivat din original la 6 iulie 2015. Accesat în 23 mai 2023.
5. ↑  Reşî, Şoreş (septembrie 2002). „Konya - Kolik (Kâhta)”. Veger (în kurdă) (3): 17.